# Larry Russell
Larry Russell (14 ottobre 1913 – Los Angeles, 14 febbraio 1954) è stato un compositore statunitense di colonne sonore cinematografiche.

## Premi Oscar Miglior Colonna Sonora

### Vittorie
- Luci della ribalta (1973)